# Companhia Riograndense de Mineração
A Companhia Riograndense de Mineração (CRM) é uma empresa gaúcha de economia mista e controlada pelo governo do estado do Rio Grande do Sul. É detentora de um potencial de mais de 3 bilhões de toneladas de reservas de carvão mineral in situ (no local de origem). Essas reservas estão divididas em áreas em fase de pesquisa ou já com titulação de lavra.

## História
Visando a exploração industrial e comercial do carvão mineral no solo gaúcho, assim como seu beneficiamento para abastecer a Viação Férrea do Rio Grande do Sul, foi criado em 1947 o Departamento Autônomo de Carvão Mineral (DACM).
Com a necessidade de maior flexibilidade operacional devido às perspectivas de aumento da produção, em outubro de 1969 o DACM transformou-se na Companhia Riograndense de Mineração (CRM). A empresa é uma sociedade de economia mista vinculada à Secretaria de Energia, Minas e Comunicações do Estado do Rio Grande do Sul.

## Minas

### Mina do Leão I
Situada no município de Minas do Leão, às margens da BR-290, a mina iniciou sua operação em 1963, através do poço P1, com 125 metros de profundidade. Os trabalhos no subsolo pararam em 2002 devido, principalmente, aos altos custos da mineração.
Hoje a mina produz a partir da área da Boa Vista, mina a céu aberto que emprega equipamentos tradicionais de terraplanagem em seus trabalhos. Está a 5 Km do poço P1, junto ao qual ainda está instalado o lavador de carvão "Eng. Eurico Rômulo Machado" e para onde o carvão extraído é transportado a fim de sofrer beneficiamento. Esta planta tem capacidade de beneficiar até 120 t/h de carvão bruto.

### Mina do Leão II
Localiza-se no município de Minas do Leão, distante apenas 6 Km ao norte da Mina do Leão I. A infra-estrutura existente no local, construída na década de 1980, constitui-se de dois túneis inclinados de acesso à camada de carvão; seis quilômetros de galerias no subsolo; silos subterrâneos para carvão; poço de ventilação com 220 metros de profundidade; prédios com 10.000 m2 de área útil e equipamentos diversos para a lavra e beneficiamento do carvão, que tiveram um investimento de US$ 270 milhões em valores atualizados para 2024 ou US$ 70 milhões em valores da época.
A CRM, no ano de 2002, assinou um contrato de arrendamento desta mina com a Carbonífera Criciúma S.A. por um prazo de 30 anos. A empresa arrendatária teria um prazo de 4 anos para iniciar a operação da mina, sendo que a CRM teria direito aos royalties decorrentes da venda do carvão produzido. O contrato foi encerrado em 31 de agosto de 2016 sem a mina ter sido posta em funcionamento.
A Mina possui reservas de 120 milhões de toneladas de carvão mineral e capacidade de extrair e beneficiar 1 milhão de toneladas anuais. 

### Mina de Candiota

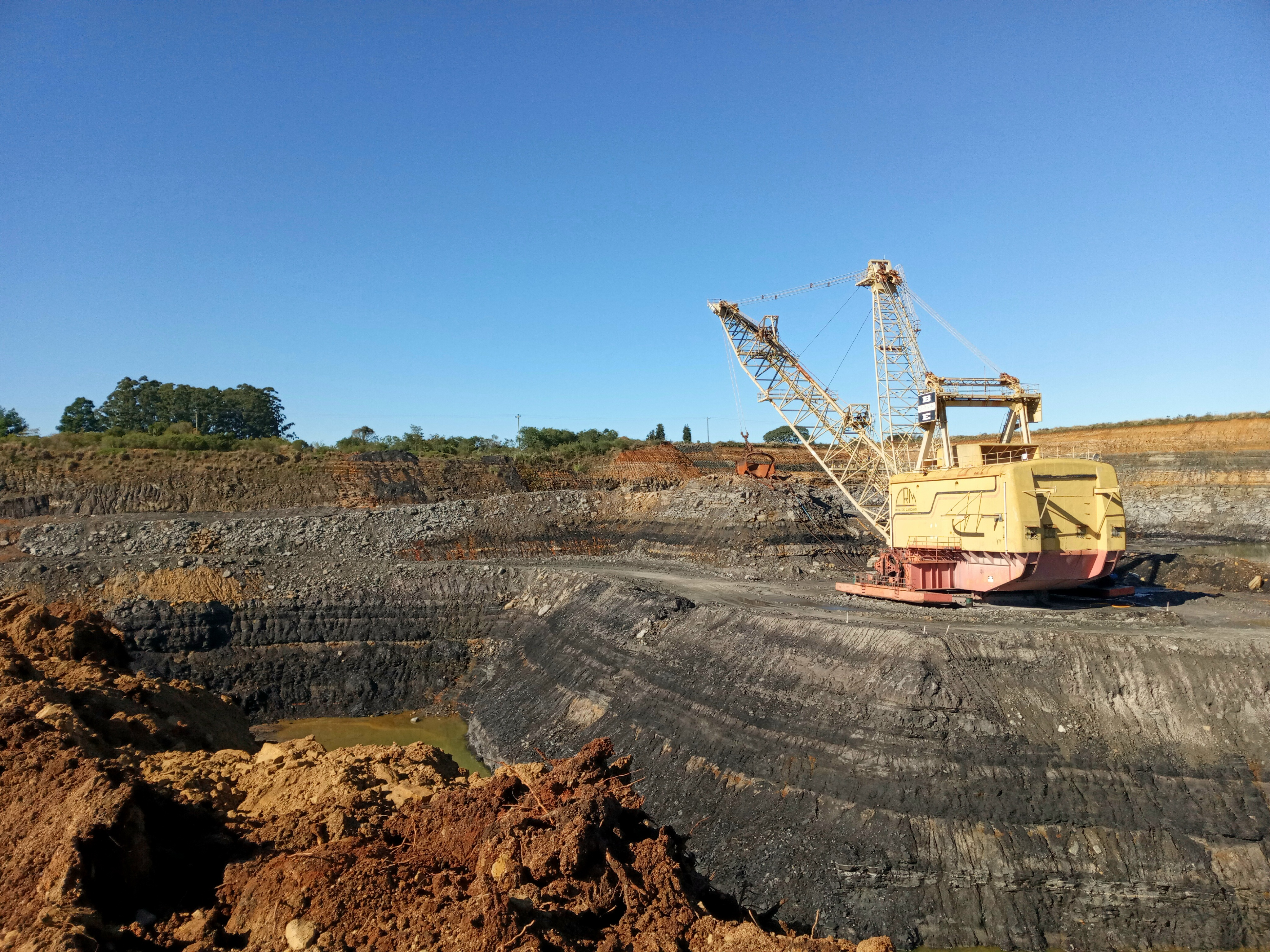
Escavadeira dragline da CRM na mina de Candiota

Fica no Município de Candiota, a 400 km ao sul de Porto Alegre, na maior jazida de carvão mineral do Brasil. As reservas de carvão passíveis de serem mineradas a céu aberto, em profundidades de até 50 metros, são da ordem de 1 bilhão de toneladas. A CRM vem minerando a céu aberto nessa região desde 1961, objetivando a produção de carvão termelétrico. A produção, hoje na faixa de 1,7 milhões de toneladas de carvão por ano, abastece a Usina Termelétrica Candiota III, CGT Eletrosul, de 350MW instalados.
A mineração a céu aberto é realizada utilizando uma escavadeira dragline para a descobertura do carvão. A unidade de britagem, com capacidade total de 800t/h, funciona em duas linhas independentes. O transporte do carvão entre a unidade de britagem e a usina termelétrica é feito através de uma correia transportadora com 2,3 km de extensão.
O carvão extraído é do tipo CE3100, com poder calorífico de 3100 Kcal/Kg e com 54% de cinzas .
Recentemente a CRM vem desenvolvendo a utilização, a nível industrial, das enormes reservas de argilas de alta qualidade existentes em Candiota. Nas áreas onde está sendo extraído o carvão, a argila pode ser minerada a baixíssimos custos, possibilitando a instalação de indústrias cerâmicas de grande porte na região. Produtos cerâmicos desenvolvidos em projetos conjuntos com a Província de Shiga (Japão), utilizando argila e cinzas geradas pela queima do carvão, provaram as excelentes qualidades destes materiais.

### Jazida de Iruí
Localizadas na Bacia Sedimentar do Baixo Jacuí, as concessões da CRM na Jazida do Iruí iniciam no Km 240 da BR-290 e estendem-se até o Km 265, abrangendo os municípios de Cachoeira do Sul, Rio Pardo e Encruzilhada do Sul. A mina do Iruí, a céu aberto, explorou parte desta jazida na década de 80.

## Ligações Externas
Companhia Riograndense de mineração